# The Miracle (of Joey Ramone)
The Miracle (of Joey Ramone) – wydany we wrześniu 2014 r. singel irlandzkiej grupy rockowej U2, zapowiadający ich trzynasty album studyjny, Songs of Innocence. To piosenka otwierająca płytę.

## Lista utworów
| 1. | „The Miracle (Of Joey Ramone)” (Busker Version) | 4:15  |
|    |                                                 |       |
|    |                                                 | 04:15 |
|    |                                                 |       |

## Notowania

### Świat
- Europa: 94
- Belgia - Flandria: 35
- Belgia - Walonia: 27
- Polska: 22[3]

### Polska
- Lista Przebojów Polskiego Radia PiK: 1[4]
- Mniej-Więcej-Lista Radia Zachód: 1[5]
- Strefa Hitów Radia Strefa FM (Piotrków Trybunalski): 1[6]
- Złota Trzydziestka Radia Koszalin: 2[7]
- Lista przebojów Portalu E-migrant.eu: 4[8]
- Przebojowa Lista Radia Via Rzeszów: 10[9]
- Rocklista - Radio Sfera: 10[10]
- Lista Przebojów Trójki: 11[11]
- Uwuemka: 12[12]
- Turbo Top - Antyradio: 12[13]
- Lista Przebojów Radia Merkury Poznań: 20[14]
- Lista Hit FM Naszego Radia: 22[15]
- Top30 - Radio Centrum: 28[16]